# Dentalium variabile
Dentalium variabile är en blötdjursart som beskrevs av Gérard Paul Deshayes 1825. Dentalium variabile ingår i släktet Dentalium och familjen Dentaliidae. Inga underarter finns listade i Catalogue of Life.